# 北鉄金沢バス野々市営業所
北鉄金沢バス野々市営業所（ほくてつかなざわばすののいちえいぎょうしょ）は、石川県野々市市横宮町にあった北鉄金沢バスの営業所。廃止直前の所属従業員は65名、車両は路線車両51台と貸切車両2台で、野々市市を発着する路線を中心に16路線（他営業所との共管を含む）を担当していた。

## 沿革
- 1967年1月27日：北陸鉄道の泉営業所・松任営業所の機能を移転、野々市営業所として発足。
- 1996年3月31日：営業所の機能を南部営業所に移転し、車庫に格下げされる。
- 2000年3月26日：加賀白山バスの車庫となる。
- 2001年3月4日：北陸鉄道南部営業所からの大量路線移管に伴い、加賀白山バス野々市営業所が発足する。
- 2012年10月1日：グループ再編により北鉄金沢バスの営業所となる。
- 2020年4月3日：所属する運転手が新型コロナウイルスに感染していることが判明し、5日まで全便運休[3][4]、同月16日に全線で運行再開[5]。
- 2022年4月1日：廃止。担当する16路線のうち、錦町B線や北陸大学線など8路線は北部営業所と中央営業所に移管するほか、野々市線や金沢寺井線など8路線は北鉄白山バスに移管される[2]。

## 廃止時点の路線
2022年3月31日時点。